# Natàlia Ivànovna Sedova
|  | Per a altres significats, vegeu «Natàlia Nikolàievna Sedova». |

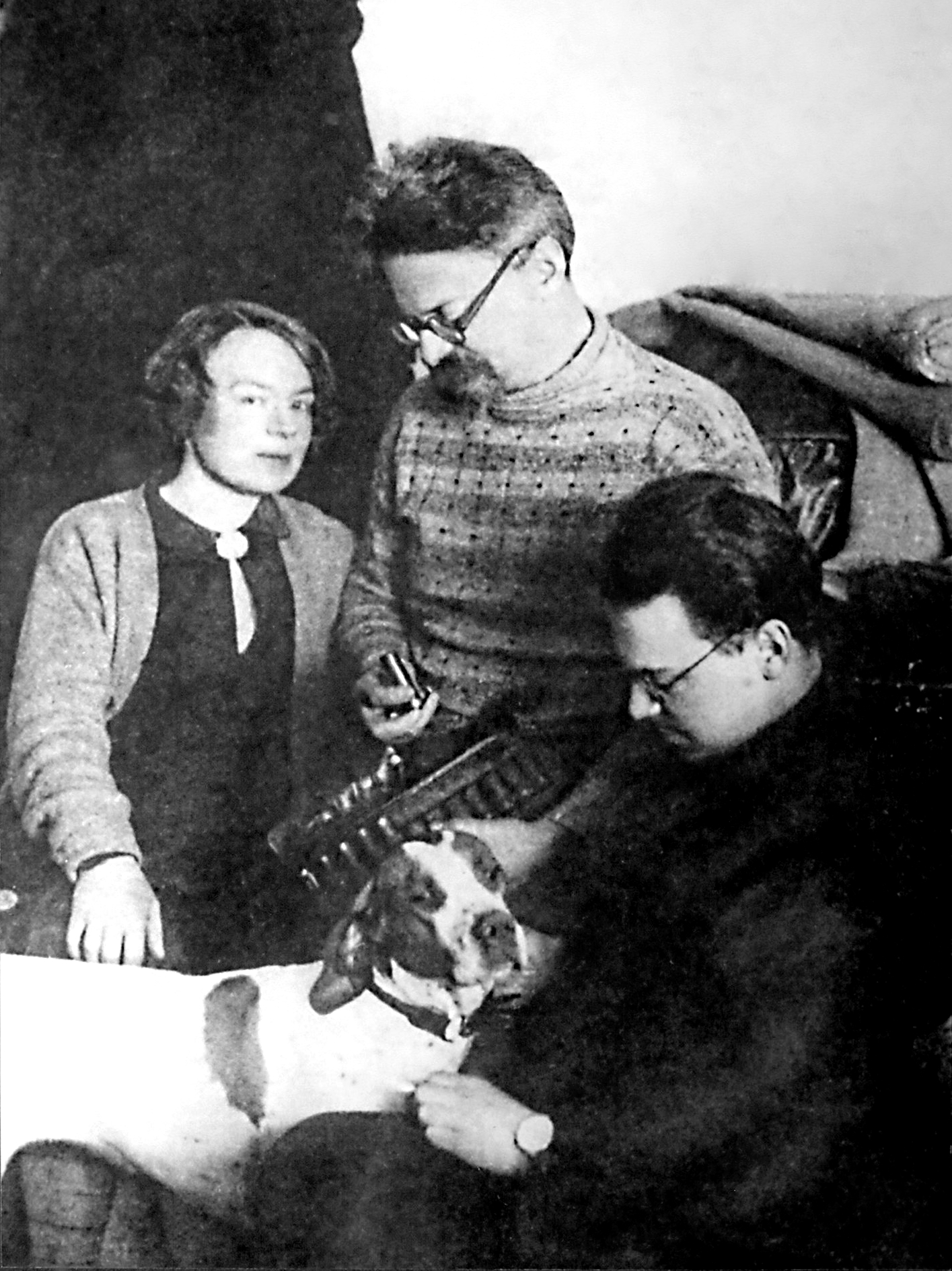
Natàlia Sedova, León Trotski i el seu fill Lev Sedov en l'exili interior a Alma-Ata el 1928, després de ser Trotski expulsat clandestinament de Moscou per l'OGPU

Natàlia Ivànovna Sedova (Romny, Rússia, 5 d'abril de 1882 - Corbeil-Essonnes, 23 de gener de 1962), filla d'un ric comerciant, fou una revolucionària activa que va escriure sobre qüestions culturals en relació amb el marxisme. El seu pare va ser Ivan Sedov, un famós explorador de l'Àrtida. Es va involucrar en activitats revolucionàries i va conèixer a Lev Trotski en l'estiu de 1902. En aquell moment estava casat amb Alexandra Sokolovskaia i acabava de escapar de la captivitat a Sibèria.
Trotski es va divorciar d'Alexandra i es va casar amb Natàlia. Es van unir al Partit Socialdemòcrata i es van mudar a París, on es van associar amb Lenin, George Plekhànov, Pavel Akselrod, Vera Zassúlitx i Iuli Màrtov i es van involucrar en la producció de la revista Iskra. Natalia va recordar més tard: «La tardor de 1902 va estar marcat per les freqüents conferències a la colònia russa a París. El grup d'Iskra, al qual pertanyia, va veure primer a Martov i després a Lenin. S'estava lluitant una guerra contra els» economistes «i els socialista-revolucionaris».

En el Segon Congrés del Partit Socialdemòcrata celebrat a Londres el 1903, hi va haver una disputa entre Lenin i Iuli Màrtov. Lenin va advocar per un petit grup de revolucionaris professionals amb una gran franja de simpatitzants i partidaris no partidaris. Màrtov no estava d'acord amb creure que era millor tenir un gran grup d'activistes. Trotski va comentar:
La divisió es va produir inesperadament per a tots els membres del congrés. Lenin, la figura més activa en la lluita, no ho va preveure, ni ho havia desitjat mai. Les dues parts estaven molt molestes pel curs dels esdeveniments.

La seva influència sobre mi va ser inqüestionable. Abans del congrés, hi havia diversos matisos d'opinió en el comitè editorial, però no hi havia diferències marcades. Em vaig quedar el més lluny possible de Plekhànov, que, després de les primeres trobades realment trivials, s'havia sentit molt disgustat amb mi. L'actitud de Lenin cap a mi va ser excepcionalment amable. Però ara va ser ell qui, als meus ulls, estava atacant al comitè editorial, un cos que, al meu entendre, era una sola unitat i que portava el nom emocionant d'Iskra. La idea d'una divisió dins del tauler em semblava absolutament un sacrilegi.
Natàlia va recordar més tard el dolorós que Trotski va trobar aquesta separació:
Des de Londres, Lev va escriure gairebé diàriament. Les seves cartes expressaven una alarma creixent, i finalment hi va haver una carta que informava sobre la ruptura, que deia amb desesperació que Iskra ja no existia, que era morta ... La divisió a l'Iskra ens va disgustar terriblement. Després del retorn de Lev del congrés, aviat vaig sortir per Sant Petersburg amb informes del congrés escrits en una mà microscòpica en paper fi, i inserit dins de l'enquadernació d'un diccionari de Larousse Larousse.

## 1905 Revolució russa
Natàlia i Lev Trotski van decidir viatjar a Sant Petersburg per participar en el que més tard es coneixeria com la Revolució Russa de 1905. Es van produir vagues en tot el país i les universitats van tancar quan tot el cos estudiantil es va queixar de la manca de llibertats civils en organitzar una vaga. Advocats, metges, enginyers i altres treballadors de classe mitjana van establir la Unió de Sindicats i van exigir una assemblea constituent. No obstant això, al maig, Natalia va ser arrestada i enviada a presó. Trotski ara decidir escapar a Finlàndia.
Lev Trotski va decidir tornar a Sant Petersburg. Natàlia va ser alliberada i la parella va llogar una habitació a nom de Vikentiyev. Es va unir a la Unió Soviètica de Sant Petersburg i finalment va ser elegit president. Va escriure una columna regular per al diari menxevic Начало ('Inici') i va escriure editorials per Известия ('Notícies'), l'òrgan oficial soviètic. Durant les properes setmanes, més de 50 d'aquests soviets es van formar en tota Rússia.

Natalia Sedova va anar a viure a Finlàndia i el 1906 va donar a llum un fill, Lev Sedov. No obstant això, no va passar molt temps abans que el seu marit pogués escapar de Sibèria:
Quan vaig rebre el telegrama en Terioki, un poble finlandès prop de Sant Petersburg on em quedava sol amb el meu nadó, em sentia feliç i emocionat. Aquest mateix dia vaig rebre una llarga carta de Lev escrita en el seu camí a l'exili., En el qual, a part de la seva descripció del viatge, em va demanar que em portés quan deixés per Obdorsk una sèrie d'articles necessaris al nord, entre ells alguns llibres.
La parella ara es va mudar a Viena.Sergei Sedov va néixer el 21 de març de 1908. Tots dos nens es van educar a Viena: 
Els nens parlaven rus i alemany. al jardí d'infants i l'escola parlaven alemany, i per aquesta raó van continuar parlant alemany quan jugaven a casa. Si ens dirigim a ells en alemany, es van avergonyir i ens van respondre en rus. En anys posteriors també van adquirir el dialecte vienès i van parlar. excel·lentment.
En esclatar la Primera Guerra Mundial, Sedova i Trotski es van veure obligats a abandonar Viena. Van anar a Zurich.
Natalia Sedova i el seu fill, Lev Sedov, eren membres de l'Oposició d'Esquerra, un grup que donava suport àmpliament les polítiques de LevTrotski.
Després de l'assassinat del seu marit el 1940, Natalia Sedova va romandre a Mèxic mantenint el contacte amb molts revolucionaris a l'exili. La seva obra més coneguda en aquests últims anys va ser una biografia de Trotski, en què va compartir autoria amb el seu company revolucionari rus Victor Serge.
Ella també era a prop del revolucionari espanyol Grandizo Munis que havia dirigit la petita Secció Bolxevic Leninista espanyola durant els esdeveniments revolucionaris en la dècada de 1930. Sota la seva influència, van arribar a adoptar la posició que la Unió Soviètica era un Estat i una societat capitalista i que la Quarta Internacional fundada per Trotski ja no s'atenia al programa revolucionari del comunisme. Per tant, Sedova se'n va separar el 1951.